# 迪普里弗鎮區 (北卡羅萊納州吉爾福德縣)
迪普里弗鎮區（英語：Deep River Township）是位於美國北卡羅萊納州吉爾福德縣的一個鎮區。

## 地方資料
迪普里弗鎮區的面積為84.69平方千米，皆為陸地。根據2020年美國人口普查的數據，當地共有人口23111人，而人口密度為每平方千米272.89人。